# Salentia xestomyzina
Salentia xestomyzina är en tvåvingeart som först beskrevs av Gabriel Strobl 1909.  Salentia xestomyzina ingår i släktet Salentia och familjen stilettflugor. Inga underarter finns listade i Catalogue of Life.